# The Reason (Album)
The Reason ist das zweite Studioalbum der US-amerikanischen Grunge-Band Hoobastank. Es erschien 2003 bei Island Records.

## Entstehung und Veröffentlichung
Das Album wurde am 8. Dezember 2003 bei Island Records veröffentlicht. Es erschien in der Originalausgabe als CD mit zwölf Titeln unter der Katalognummer 986 088-1. Am 9. November 2018 erschien es erstmals als LP über Music On Vinyl unter der Katalognummer 2052. Im Folgejahr erschien es auch bei Island Records als LP-Ausführung (Katalognummer: 060257785174).
Die Lieder wurden alle zusammen von den beiden Hoobastank-Mitgliedern Daniel Estrin und Douglas Robb geschrieben. Für die Produktion zeichnete Howard Benson verantwortlich.

## Titelliste
1. Same Direction
2. Out Of Control
3. What Happened To Us?
4. Escape
5. Just One
6. Lucky
7. From The Heart
8. The Reason
9. Let It Out
10. Unaffected
11. Never There
12. Disappear

## Singleauskopplungen
Same Direction, The Reason und Out of Control wurden als Singles ausgekoppelt. Letztere ist im Soundtrack des Rennspiels MX Unleashed enthalten und erreichte Platz neun der US-amerikanischen Modern-Rock-Charts und Platz 16 der Mainstream-Rock-Charts von Billboard. Der Titelsong erreichte Platz zwei der Billboard Hot 100 und Platz zehn in Australien. Same Direction ist im Spiel Madden NFL zu hören, der Albumtitel Just One bei Top Spin 2.
Singles in den Charts

| Jahr | Titel          | Höchstplatzierung, Gesamtwochen, AuszeichnungChartplatzierungen (Jahr, Titel, , Platzierungen, Wochen, Auszeichnungen, Anmerkungen) | Höchstplatzierung, Gesamtwochen, AuszeichnungChartplatzierungen (Jahr, Titel, , Platzierungen, Wochen, Auszeichnungen, Anmerkungen) | Höchstplatzierung, Gesamtwochen, AuszeichnungChartplatzierungen (Jahr, Titel, , Platzierungen, Wochen, Auszeichnungen, Anmerkungen) | Höchstplatzierung, Gesamtwochen, AuszeichnungChartplatzierungen (Jahr, Titel, , Platzierungen, Wochen, Auszeichnungen, Anmerkungen) | Höchstplatzierung, Gesamtwochen, AuszeichnungChartplatzierungen (Jahr, Titel, , Platzierungen, Wochen, Auszeichnungen, Anmerkungen) | Anmerkungen                           |
| Jahr | Titel          | DE | AT | CH | UK | US | Anmerkungen                           |
| ---- | -------------- | --- | --- | --- | --- | --- | ------------------------------------- |
| 2004 | The Reason     | DE15 Gold · (19 Wo.)DE | AT5 (20 Wo.)AT | CH6 (29 Wo.)CH | UK12 Platin · (7 Wo.)UK | US2 ×4Vierfachplatin + Gold (Mastertone) · (38 Wo.)US                                                                               | Erstveröffentlichung: 27. April 2004  |
| 2004 | Same Direction | DE49 (4 Wo.)DE | — | — | — | — | Erstveröffentlichung: 5. Oktober 2004 |
| 2005 | Disappear      | DE99 (1 Wo.)DE | AT75 (1 Wo.)AT | — | — | — | Erstveröffentlichung: 31. Januar 2005 |

## Rezeption
Bei den Grammy Awards 2005 war The Reason in den Kategorien Song of the Year, Best Performance by a Duo or Group with Vocal und Best Rock Album nominiert.

## Kommerzieller Erfolg

### Chartplatzierungen
| ChartsChartplatzierungen       | Höchstplatzierung | Wochen |
| ------------------------------ | ----------------- | ------ |
| Deutschland (GfK)              | 51 (20 Wo.)       | 20     |
| Österreich (Ö3)                | 19 (15 Wo.)       | 15     |
| Schweiz (IFPI)                 | 13 (20 Wo.)       | 20     |
| Vereinigte Staaten (Billboard) | 3 (67 Wo.)        | 67     |
| Vereinigtes Königreich (OCC)   | 41 (5 Wo.)        | 5      |

| ChartsJahrescharts (2004)      | Platzierung |
| ------------------------------ | ----------- |
| Schweiz (IFPI)                 | 96          |
| Vereinigte Staaten (Billboard) | 24          |

### Auszeichnungen für Musikverkäufe
Allein in den Vereinigten Staaten wurden mehr als zwei Millionen Exemplare verkauft, wofür die Band zwei Platin-Schallplatten erhielt.
| Land/Region                  | Auszeichnungen für Musikverkäufe (Land/Region, Auszeichnung, Verkäufe) | Verkäufe  |
| ---------------------------- | ---------------------------------------------------------------------- | --------- |
| Australien (ARIA)            | Gold                                                                   | 35.000    |
| Brasilien (PMB)              | 2× Platin                                                              | 250.000   |
| Frankreich (SNEP)            | Gold                                                                   | 100.000   |
| Japan (RIAJ)                 | Gold                                                                   | 100.000   |
| Kanada (MC)                  | Platin                                                                 | 100.000   |
| Neuseeland (RMNZ)            | Gold                                                                   | 7.500     |
| Singapur (RIAS)              | Gold                                                                   | 5.000     |
| Vereinigte Staaten (RIAA)    | 2× Platin                                                              | 2.000.000 |
| Vereinigtes Königreich (BPI) | Gold                                                                   | 100.000   |
| Insgesamt                    | 6× Gold · 5× Platin ·                                                  | 2.697.500 |